# Frontière entre l'Indonésie et la Papouasie-Nouvelle-Guinée
La frontière entre l'Indonésie et la Papouasie-Nouvelle-Guinée est la limite partageant en deux parties et sur 820 km l'île de Nouvelle-Guinée en Océanie. Le secteur oriental est constitué d'une nation indépendante, la Papouasie-Nouvelle-Guinée tandis que la partie occidentale forme la Nouvelle-Guinée occidentale qui fait partie de l'Indonésie. Caractéristique des frontières issues de la colonisation elle est pratiquement rectiligne. La zone traversée constituée de forêts et de marécages est très faiblement peuplée, difficile d'accès et parfois accidentée.  

## Tracé

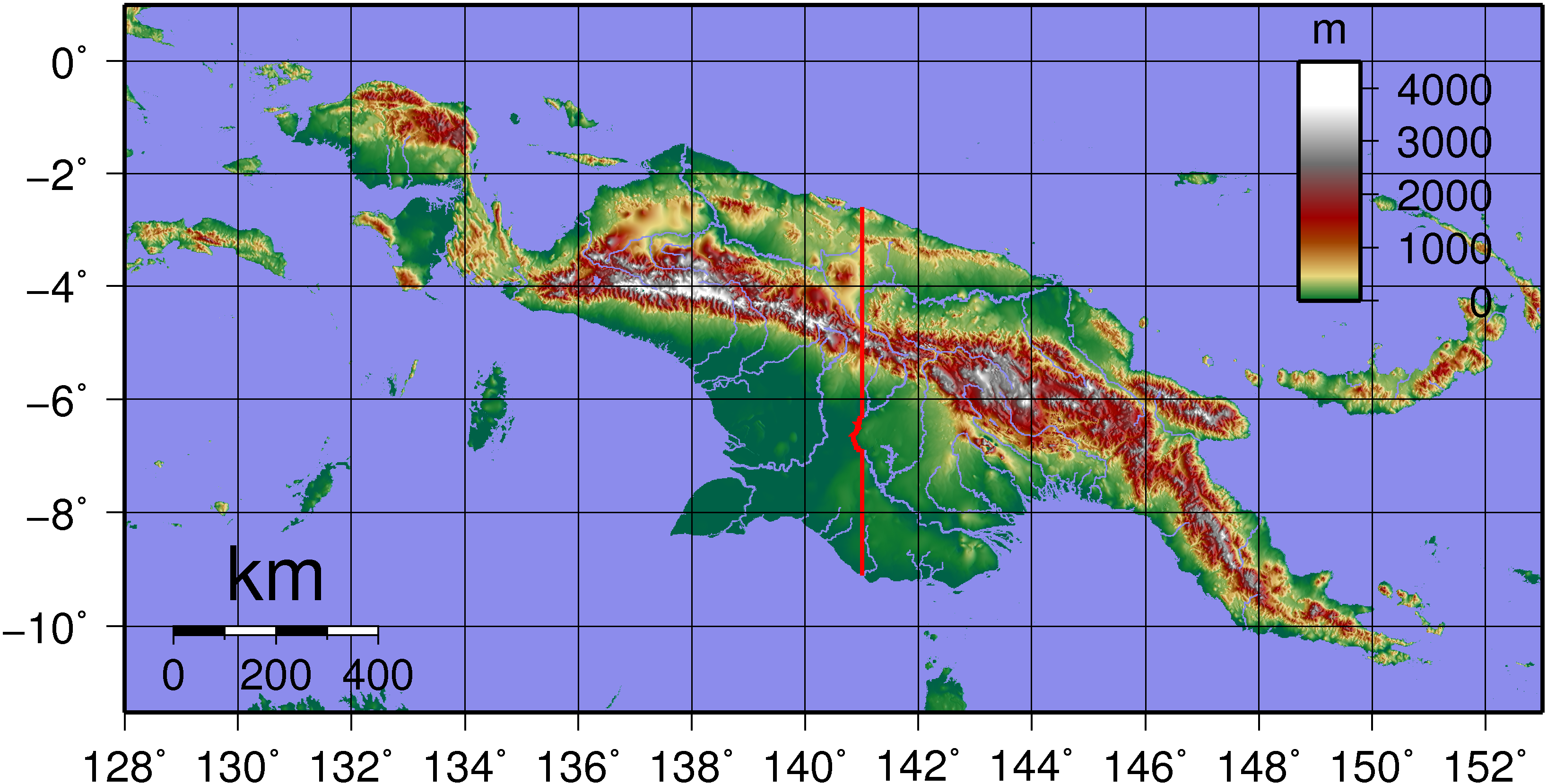
Topographie de la Nouvelle-Guinée

La frontière terrestre court du nord au sud le long du 141e méridien est. La majeure partie de son tracé est situé en forêt tropicale humide à l'exception d'une section centrale en haute montagne qui traverse une forêt de nuage.  Elle débute au nord sur les rives de l'océan Pacifique à l'intersection entre le méridien 141° E et la latitude 2° 35′ 37″ au niveau de Wutung entre Vanimo et Jayapura. Puis, elle traverse  une série de falaises calcaires menant au massif montagneux de Bougainville. Le tracé rejoint ensuite une vaste  plaine marécageuse où coule le fleuve Sepik qu'il croise. Puis il  coupe au travers du massif montagneux central de l'île, les Star mountains où se situe la mine de cuivre de Ok Tedi, l'un des moteurs de l'économie papouasienne, située à seulement 18 km de la frontière. La frontière redescend ensuite de nouveau dans les basses terres, là se situe l'unique secteur où elle s'écarte du méridien 141, à l'intersection entre celui-ci et le fleuve Fly (à 6° 19′ 24″ S). À partir de là elle suit le talweg très sinueux de ce cours d'eau jusqu'à une  intersection entre le 141° méridien E (plus exactement au point 6° 53′ 33″ S, 141° 01′ 10″ E. Elle rejoint ensuite la mer d'Arafura à la latitude 9° 08′ 08″. 
Le tracé n'est que faiblement matérialisé sur le terrain, dans les années 1980 il n'existait que 14 bornes frontières sur l'ensemble du tracé. Des rapports écrits des années 1960 ont établi que la frontière courait au milieu d'au moins un village et que plusieurs villages administrés par les Hollandais se situaient en fait en territoire australien. Encore en 1980 on se rendit compte qu'un village inclus dans les recensements de la Papouasie-Nouvelle-Guinée se trouvait situé en Indonésie.

## Histoire
L'origine de la frontière remonte à 1848 date à laquelle les Pays-Bas définirent les limites du secteur de la Nouvelle-Guinée leur appartenant et qui était inclus dans la colonie des Indes orientales néerlandaises. Le secteur oriental fut partagé entre l'empire colonial allemand et l'empire britannique qui établirent respectivement la Nouvelle-Guinée allemande dans la partie nord de l'île et le Territoire de Papouasie au sud  en 1884. La frontière fut officialisée en 1885 et son tracé est resté inchangé jusqu'à nos jours. À la suite de la défaite allemande lors de la Première Guerre mondiale en 1918, la colonie de ce pays fut confiée à l'Australie dans le cadre d'un mandat de la Société des Nations puis fusionnée avec la colonie méridionale en 1949. L'ensemble dénommé  territoire de Papouasie-Nouvelle-Guinée devint indépendant en 1975 sous le nom de Papouasie-Nouvelle-Guinée. La partie occidentale de l'île fut en revanche annexée par l'Indonésie en 1963. Un accord définissant le tracé de la frontière a été conclu entre l'Australie et l'Indonésie en 1973.

## Population et mouvements frontaliers
La frontière est située dans une zone très peu densément peuplée, à l'exception de la section aux alentours de laquelle la Fly la délimite. L'ensemble de l'île de Nouvelle-Guinée possède un réseau routier très parcellaire et seule une route traverse la frontière sur la côte nord entre Jayapura et Vanimo à Wutung. Aucun service de transport public ne relie les deux cités. Il n'y a pas non plus de transport maritime ou aérien régulier entre les deux pays. La séparation induite par la frontière est longtemps restée  théorique pour les populations locales majoritairement constituées de chasseurs cueilleurs et d'agriculteurs pratiquant la culture sur brûlis. Son tracé artificiel coupe certaines voies d'échanges préexistantes, passe au milieu des territoires traditionnels des différentes communautés locales qui ont continué à traverser la frontière au gré de leurs besoins. Ce droit de passage des populations locales est par ailleurs reconnu par le traité concernant la gestion de la frontière signé par les deux pays. Du temps de la colonisation hollandaise de nombreux papous du secteur oriental de l'île se rendaient de l'autre côté de la frontière pour bénéficier de la supériorité des services qui y existaient. Puis après la prise de contrôle de la colonie par l'Indonésie le mouvement s'est inversé. En 1984-1986 de nombreux réfugiés se sont rendus en Papouasie-Nouvelle-Guinée après une flambée de violence dans la province indonésienne. Il y a eu 12 000 déplacés. Le gouvernement papou a tenté de procéder à des rapatriements volontaires mais devant l'échec de cette politique il a ouvert le camp de réfugiés de East Awin dans la Western Province à proximité de Kiunga et à environ 100 km de la frontière afin de centraliser les réfugiés. Bien que certains soient retournés en Papouasie indonésienne il en reste encore 2 700 dans ce camp très isolé géré par le Haut Commissariat des Nations unies pour les réfugiés et 7 000 autres personnes sont réparties dans 8 camps établis le long de la frontière.